# Ceratina roseoviridis
Ceratina roseoviridis är en biart som beskrevs av Cockerell 1937. Ceratina roseoviridis ingår i släktet märgbin, och familjen långtungebin. Inga underarter finns listade i Catalogue of Life.